# تپلک دیهیم‌دار
تپلک دیهیم‌دار (نام علمی: Scytalopus schulenbergi) گونه‌ای پرنده از تیرهٔ (Rhinocryptidae) است. این گونه در بولیوی و پرو یافت می‌شود.